# Долинське (Корюківський район)
Доли́нське — село в Україні, у Сосницькій селищній громаді Корюківського району Чернігівської області. Населення становить 252 осіб. До 2020 орган місцевого самоврядування — Великоустівська сільська рада.

## Історія
До 1947 року село іменувалось як хутір Марієнталь, названий на честь своєї власниці Марії фон Лосен, котра жила у 18 ст..
Поручик фон Лоссов у 1748 р. був наглядачем кірасирських кінних заводів на Гетьманщині. Завів у Батурині винокурний завод, суконну і скляну фабрики. Маріенталь, в перекладі з німецької мови - Маріїна долина. У 1858 р. тут налічувалося 32 двори. За переписом 1897 р. на хуторі було 55 дворів, 299 жителів. У 1924 р. — 97 дворів і 521 житель. Після другої світової війни німецькоподібні назви було ліквідовано.
Кутки: Краснопілля, Розумівка; гора Корольова.
12 червня 2020 року, відповідно до розпорядження Кабінету Міністрів України № 730-р «Про визначення адміністративних центрів та затвердження територій територіальних громад Чернігівської області», увійшло до складу Сосницької селищної громади.
19 липня 2020 року, в результаті адміністративно-територіальної реформи та ліквідації Сосницького району, увійшло до складу Корюківського району Чернігівської області.
Давні поселення:
Поселення неоліту, доби бронзи, давньоруського часу – в урочищі Круг, в 2,5 кілометрах на північний захід (чи північний схід) від села, в заплаві ріки Сейм. Воно представляє собою дюнне підвищення серповидної форми довжиною біля одного кілометра, шириною 150 – 200 метрів. З південного боку підвищення протікає невелика притока Сейму, яка до осені перетворюється в маленьке озерце.
Поселення неоліту, доби бронзи – в урочищі Красна Гора займає територію останця висотою (6 – 8 метрів над рівнем ріки Сейм). Цей останець заріс змішаним лісом (800 на 400 метрів). Поверхня останця не рівна, складається з декількох підвищень та низовин. Археологічний матеріал зустрічається тільки на двох підвищеннях – у південній та північній його частинах. Ці місця отримали відповідно маркування: пункт І та пункт ІІ. Пункт І займає невелике підвищення 100 на 100 метрів в південній частині останця, слід думати, що певна частина поселення зруйнована рікою Сейм, який підмиває в цьому місці берег. Пункт ІІ розташований на протилежному, північному краю останця на відстані 250 метрів від берега ріки Сейм, з напільного боку. Підвищення має округлу форму, його розміри 150 на 150 метрів.